# Будинок Чернігівського обласного молодіжного центру
Будинок Чернігівського обласного молодіжного центру (колишній кінотеатр імені Щорса) — пам'ятка архітектури місцевого значення в Чернігові. Наразі у будівлі розміщується Чернігівський обласний молодіжний центр.
27 лютого 2022 року будівля була сильно пошкоджена (частина зруйнована) в ході вторгнення Росії в Україну — в результаті авіаудару по будівлі Чернігівської міської ради (Будинок державного банку).

## Історія
Рішенням виконкому Чернігівської обласної ради народних депутатів від 09.02.1996 № 91 будівлі колишнього кінотеатру надано статус пам'ятника архітектури місцевого значення з охоронним № 76-Чг.
Будівля має власну «територію пам'ятника» та розташована у «комплексній охоронній зоні пам'яток історичного центру міста», згідно з правилами забудови та використання території. На будівлі встановлено інформаційну дошку.

## Опис
Разом з іншими будинками утворює архітектурний ансамбль Червоної площі.
Цегляний, 2-поверховий, Г-подібний у плані будинок. Фасад направлений на схід до Магістратської вулиці та Червоної площі. Фасад із боку входу має округлий кут. Ось симетрія головного фасаду акцентована 10-колонним портиком центрального входу. Портик увінчаний аттиком. По центральній осі фасаду над дахом височить циліндричний об'єм. Фасад оздоблений пілястрами. Торці будівлі завершуються фронтонами.
У 1939 році було збудовано будівлю кінотеатру за проєктом Петра Савича. На момент відкриття був найкраще обладнаним кінотеатром і став третім у місті («Перший радянський кінотеатр», «Комсомолець»). Під час німецько-радянської війни будинок було зруйновано. Будівля була знову відбудована в 1947 році.
З 17 по 25 листопада 1947 року в будівлі кінотеатру пройшов відкритий судовий процес щодо німецьких та угорських військовополонених, які вчинили військові злочини.
У 1962 році будинок було реконструйовано: додалися «червоний» та «круглий» зали. Кінотеатр наприкінці 1980-х років мав три зали для глядачів: «червоний» — на 560, «синій» — на 450, «круглий» — на 100 місць. Будівля кінотеатру була місцем проведення концертів духового оркестру та вечірніх танців. У повоєнні роки і до 1971 року — відкриття кінотеатру «Жовтень» на вулиці Гагаріна — був єдиним кінотеатром Чернігова. 1993 року повністю згоріла «синя зала», 1995 року будівля була знову реконструйована.
У 2017 році кінотеатр було закрито. Наразі у будівлі розміщується Чернігівський обласний молодіжний центр.

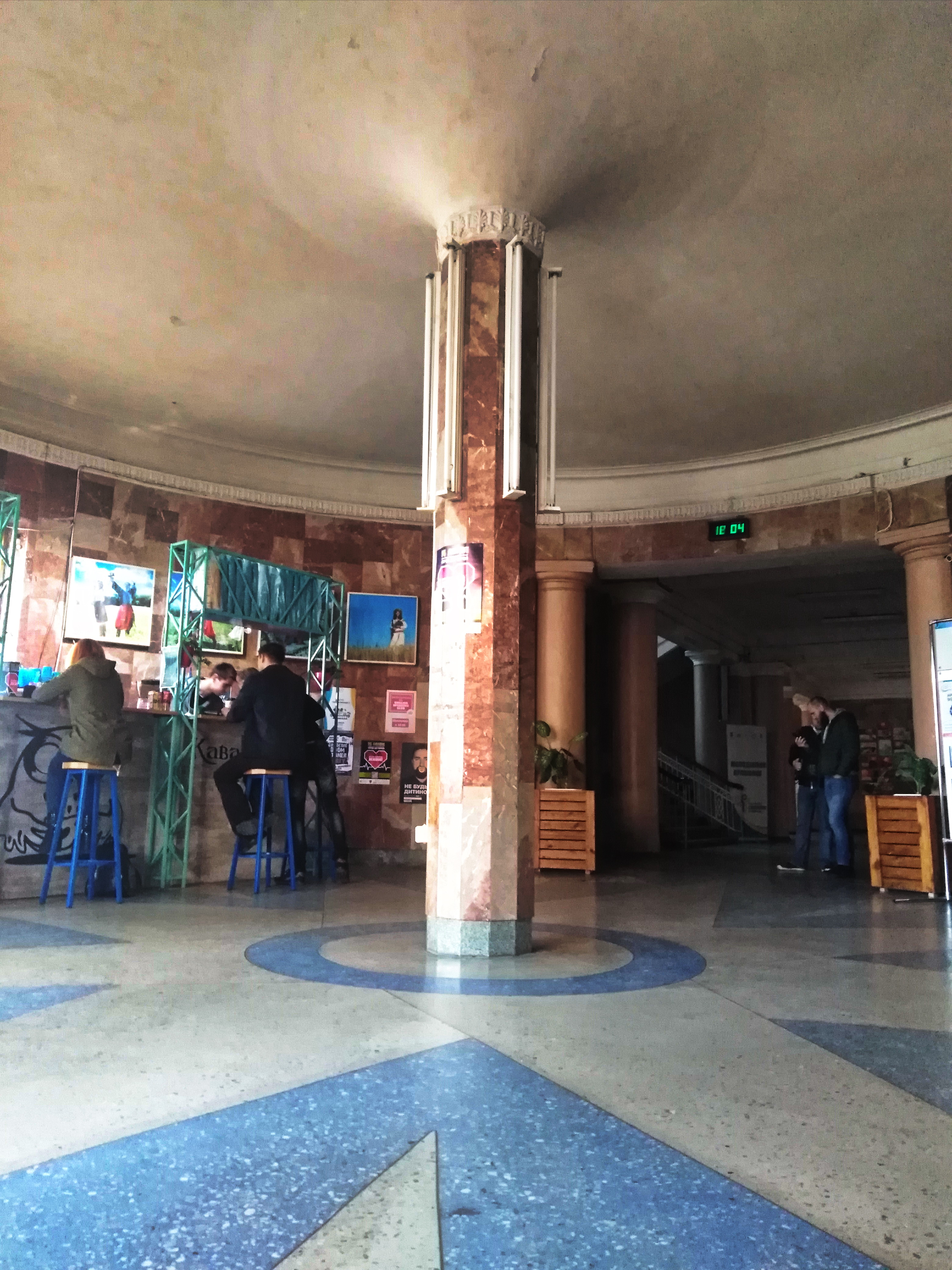
Вестибюль Чернігівського обласного молодіжного центру (2019)

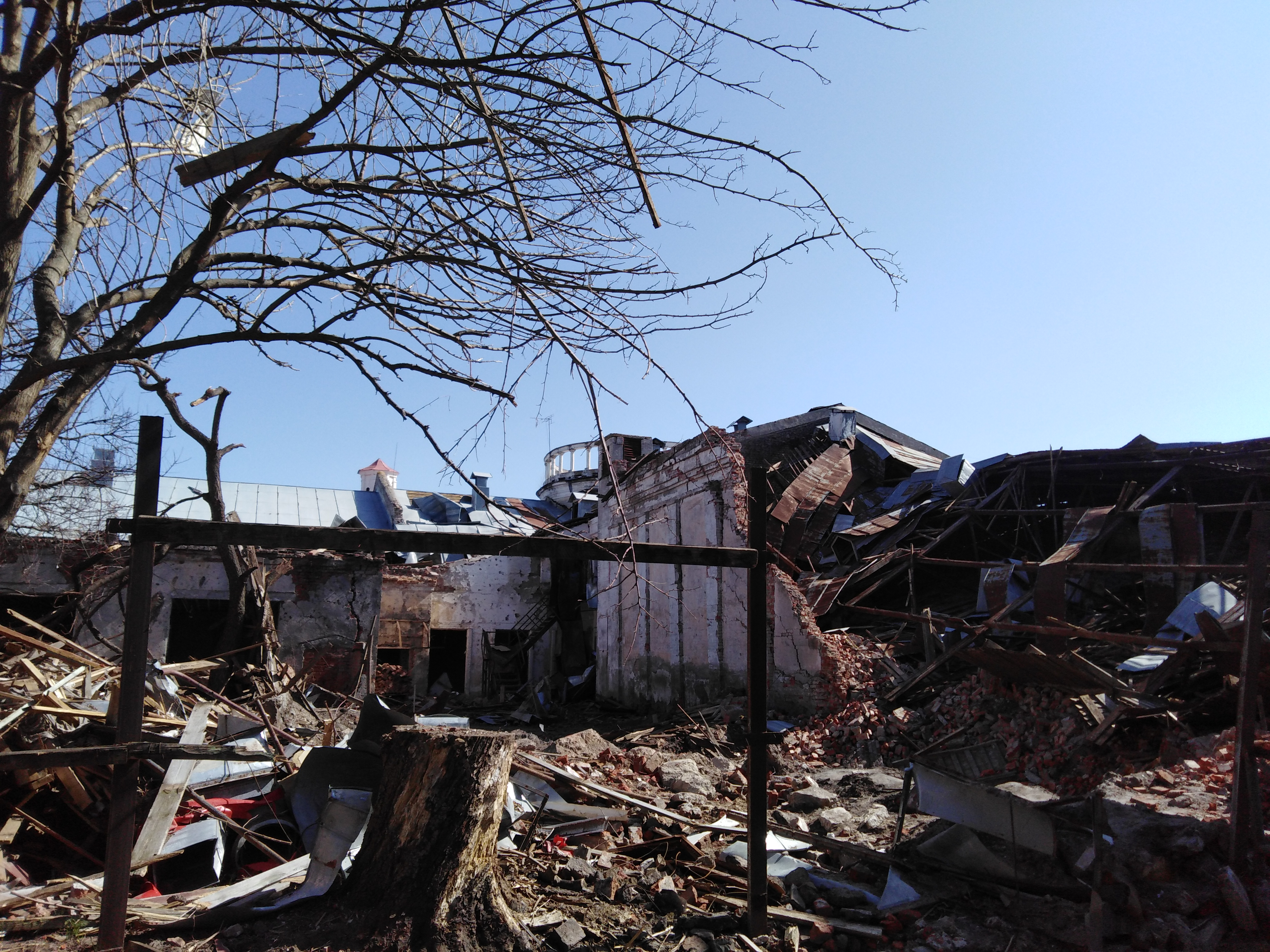
Зруйнований авіаударом РФ Чернігівський обласний молодіжний центр (2022). Вид з внутрішнього подвір'я.

27 лютого 2022 року будівля була сильно пошкоджена (частина зруйнована) в ході вторгнення Росії в Україну — внаслідок авіаудару по будівлі Чернігівської міської ради (Будинок державного банку). Крім того, різною мірою було пошкоджено будинки вулиці Кірпоноса — будинок № 20А (Чернігівська дитяча стоматологічна поліклініка — Будинок, де жив письменник Г. І. Успенський) та 9-поверховий житловий будинок № 18.